# Torneio de Montreux de 1970
O Torneio de Montreux de 1970 foi a 42.ª edição do Torneio de Montreux.

## Resultados
|   | Equipa      | Pts | J | V | E | D | GM | GS | DG  |
| - | ----------- | --- | - | - | - | - | -- | -- | --- |
| 1 | Portugal    | 14  | 5 | 4 | 1 | 0 | 28 | 8  | 20  |
| 2 | Voltregá    | 12  | 5 | 3 | 1 | 1 | 26 | 13 | 13  |
| 3 | Itália      | 11  | 5 | 3 | 0 | 2 | 22 | 18 | 4   |
| 4 | Montreux HC | 10  | 5 | 2 | 1 | 2 | 18 | 20 | -2  |
| 5 | Alemanha    | 8   | 5 | 1 | 1 | 3 | 18 | 26 | -8  |
| 6 | Holanda     | 5   | 5 | 0 | 0 | 5 | 11 | 38 | -27 |

|             | Suíça | Alemanha | Países Baixos | Portugal | Espanha | Itália |
| ----------- | ----- | -------- | ------------- | -------- | ------- | ------ |
| Montreux HC |       |          |               |          |         |        |
| Alemanha    | 5-5   |          |               |          |         |        |
| Holanda     | 2-4   | 4-6      |               |          |         |        |
| Portugal    | 5-3   | 5-2      | 11-0          |          |         |        |
| Voltregá    | 3-5   | 6-2      | 9-0           | 3-3      |         |        |
| Itália      | 5-1   | 6-3      | 8-5           | 0-4      | 3-5     |        |